# Чіял
39°08′00″ пн. ш. 66°24′00″ сх. д. / 39.13333° пн. ш. 66.40000° сх. д.
Чіял (узб. Chiyal, Чиял) — міське селище в Узбекистані, в Чиракчинському районі Кашкадар'їнської області.
Статус міського селища з 2009 року.